# Матричен логаритъм
Матричният логаритъм е математическа функция, равна на такава матрица, че нейната матрична експонента е равна на аргумента: A е матричен логаритъм на B при основа e, когато eA = B.
Така матричният логаритъм е обобщение на скаларния логаритъм и в известен смисъл е обратна функция на матричната експонента. За разлика от скаларния логаритъм не всички матрици имат логаритъм, а когато имат логаритъм, той може да има повече от една стойност. Матричните логаритми заемат централно място в теорията на Ли, тъй като матриците, които имат логаритъм, са елементи на група на Ли, а логаритъмът им е съответният елемент във векторното пространство на алгебра на Ли.